# 刪除 (遺傳學)

染色體的一部分被刪除。

刪除（英語：Deletion）在遺傳學中有時也稱為刪除突變或微刪除，指染色體或DNA序列的一部分發生缺失，進而失去這些遺傳物質。刪除的程度不一，可能是單一鹼基對，也可能是整個染色體。此種作用可於減數分裂中，染色體互換時產生，是某些遺傳疾病的成因。